# Zasłuczno
Zasłuczno (biał. Заслучна; ros. Заслучно) – wieś na Białorusi, w obwodzie brzeskim, w rejonie brzeskim, w sielsowiecie Muchawiec, przy linii kolejowej Chocisław – Brześć.
W dwudziestoleciu międzywojennym leżało w Polsce, w województwie poleskim, w powiecie brzeskim, w gminie Kamienica Żyrowiecka. Po II wojnie światowej w granicach Związku Sowieckiego. Od 1991 w niepodległej Białorusi.